# Viyé Diba
Viyé Diba, nascut el 31 de desembre de 1954 a Karantaba (Casamance) és un pintor senegalès contemporani. Forma part de la segona generació de la coneguda com a « Escola de Dakar ».
Va estudiar Educació Artística a l'Escola Nacional de Belles Arts de Dakar i es va doctorar en Geografia Urbana a la Universitat de Niça, França. Actualment, és professor d'Arts Visuals a l'Escola Nacional d'Arts de Dakar i presideix de l'Associació Nacional Senegalesa d'Artistes Visuals. Gran Premi de la Bienal de Dakarde 2010, Diba treballa en el camp de la performance, la instal·lació, la pintura i l'escultura, on sovint incorpora matèries primeres locals i materials reciclats. La seva obra va ser presentada a l'exposició en solitari “Environnement Temoin culturel” a la National Gallery, Dakar (1990). El treball de Diba ha estat mostrat en nombroses exposicions internacionals, com la Biennal Dak'Art (2010 i 1998), la Biennal de Johannesburgh (1995 i 1997) i la Biennal d'Abidjan (1993), entre d'altres.